# راندولف بيترز
راندولف بيترز هو ملحن كندي، ولد في 28 ديسمبر 1959.

## وصلات خارجية
- راندولف بيترز على موقع IMDb (الإنجليزية)
- راندولف بيترز على موقع ميوزك برينز (الإنجليزية)
- راندولف بيترز على موقع قاعدة بيانات الفيلم (الإنجليزية)